# فرانتز باومان
فرانتز باومان (1953، شرامبورغ)، كبير منسقي نشر برنامج أوموجا بالأمم المتحدة. عمل خلال الفترة من حزيران/يونيه 2009 إلى أيلول/سبتمبر 2014 أمينا عاما مساعدا لإدارة شؤون الجمعية العامة والمؤتمرات بالأمانة العامة للأمم المتحدة في نيويورك.

## نبذة عن السيرة الذاتية
تلقّى بومان دراسته الابتدائية في شرامبورغ، وحصل على شهادة نهاية الدراسات الثانوية في عام 1973 من ثانوية شرامبورغ. والتحق بجامعة كونستانز ليدرس الشؤون الإدارية وعلم الإدارة، مع التخصص في الإدارة الدولية، ثم في عام 1975، التحق بجامعة بريستول، بالمملكة المتحدة، حيث درس تاريخ الفنون. وفي عام 1979، حصل على درجة علمية في الإدارة العامة من جامعة كونستانز، ثم نال شهادة الدكتوراه في العلوم السياسية في عام 1992، من جامعة كارلتون في أوتاوا، كندا. وزوجته باربارا غبسون دبلوماسيةٌ كندية، عملت سفيرة لدى منظمة الأمن والتعاون في أوروبا، بفيينا، في الفترة من 2004 إلى 2008. وله بنت اسمها هانا، ولدت عام 2000.

## الخبرة المهنية
في عام 1976، بدأ بومان العمل في البرلمان الأوروبي في لكسمبرغ. وفي عام 1979، انتقل للعمل بالمفوضية الأوروبية في بروكسل، ثم بشركة سيمنس العملاقة للإلكترونيات في ميونيخ، عام 1980.
	وبدأ بومان حياته المهنية بالأمم المتحدة عام 1980، حيث عمل في الفترة من 1980 إلى 1982 خبيرا معاونا في نيجيريا لدى برنامج الأمم المتحدة الإنمائي ومنظمة الأمم المتحدة للتنمية الصناعية. وعمل بعدئذ في مختلف الإدارات بالأمانة العامة للأمم المتحدة، بما في ذلك إدارتا الشؤون الإدارية وحفظ السلام، وأيضا في مكتب الأمين العام. وفي عام 1993، عُيّن كبير الموظفين الإداريين بالبعثة المشتركة بين الأمم المتحدة ومنظمة الدول الأمريكية لرصد حقوق الإنسان في هايتي.
	وفي عام 2002، عُيّن مديرا للشؤون الإدارية في مكتب الأمم المتحدة في فيينا، ثم في عام 2004، نائبا للمدير العام لمكتب الأمم المتحدة في فيينا، وفي عام 2006، نائبا للمدير التنفيذي لمكتب الأمم المتحدة المعني بالمخدرات والجريمة، وفي عام 2007، مديرا بالنيابة لمكتب الأمم المتحدة لشؤون الفضاء الخارجي. عضو مجلس أمناء مدرسة هيرتي للإدارة (برلين، ألمانيا)، منذ عام 2013

## المنشورات (مجموعة مختارة)
انظر Werke - Auszug [الألمانية]